# 3sat
3sat là kênh truyền hình công cộng nước Đức. Chủ yếu tập trung vào văn hóa bởi ZDF, ORF, SRG SSR và các đài truyền hình quốc gia khác của ARD. Đài truyền hình chính là ZDF, nơi có trung tâm phát sóng sản xuất nội bộ.